# South ParQ Vaccination Special
South ParQ Vaccination Special è un episodio speciale della serie animata South Park. È il secondo episodio della ventiquattresima stagione ed è andato in onda per la prima volta negli Stati Uniti il 10 marzo 2021 su Comedy Central (trasmettendo in simulcast con MTV2) e in Italia il 19 marzo 2021 su Comedy Central.
L'episodio è incentrato sugli sforzi dei cittadini di South Park per ricevere il vaccino per il COVID-19. Di particolare attenzione sono Stan Marsh, Kyle Broflovski ed Eric Cartman, che si ritrovano a rivalutare la loro amicizia tesa e a rendere omaggio al loro amico Kenny McCormick. Nel frattempo, l'ex presidente Garrison torna a South Park, tuttavia incontra l'ostilità della popolazione; il suo unico sostegno viene dagli aderenti del QAnon che si oppongono agli sforzi di vaccinazione del popolo.
L'accoglienza della critica all'episodio è stata generalmente positiva, con elogi per la sua storia, l'umorismo e il commento sociale. È stato uno degli episodi di South Park più apprezzati dopo diversi anni di trasmissione ed è stato trasmesso in anteprima davanti a 1,74 milioni di spettatori e raggiungendo un totale di 3,47 milioni spettatori entro la fine della serata. È stato il programma più visto della serata e, a partire da marzo 2021, ha raggiunto la prima posizione della televisione via cavo tra il pubblico di giovani adulti dell'anno.

## Trama
Il signor Mackey e Richard Adler arrivano a Walgreens nel tentativo di ottenere la vaccinazione COVID-19 . Con loro grande dispiacere, vengono respinti dalla severa e corpulenta guardia di sicurezza poiché non sono nell'elenco delle persone idonee alla vaccinazione. Il signor Mackey aveva cercato per 30 notti di fila di ottenere un appuntamento per la vaccinazione senza successo, poiché le vaccinazioni sono riservate solo agli anziani sopra i 55 anni e ai primi soccorritori. La sua frustrazione è condivisa dalle numerose persone in fila, alcune delle quali aspettano da ore. Una donna anziana si presenta e viene subito fatta entrare, con disappunto delle persone in fila.
Alla scuola elementare di South Park , i ragazzi parlano in bagno di come la pandemia abbia davvero messo a dura prova la loro amicizia. Cartman dice a Stan e Kyle che lui e Kenny , che è visibilmente abbattuto, hanno escogitato un piano per salvare la loro amicizia. Durante la ricreazione, hanno spalmato il ketchup sulla sedia della loro insegnante come uno scherzo per far sembrare che avesse il ciclo. Stan e Kyle sono scioccati da questa idea.
In classe, la signora Nelson cade infatti vittima dello scherzo, la sua gonna bianca si macchia gravemente dopo essersi seduta sulla sedia. Kenny ride e Cartman fa un video della sua reazione. Lei va fuori di testa, dicendo che sta rischiando la vita per insegnare ma non è in grado di ottenere una vaccinazione. Lo scherzo del periodo è l'ultima goccia e lei se ne va, incapace di continuare a insegnare.
Dopo la scuola, Cartman ride di quanto sia stato divertente lo scherzo mentre Stan e Kyle sono arrabbiati con lui per aver fatto uscire il loro insegnante proprio mentre finalmente hanno un senso di normalità. Passando davanti alla casa di Butters , Cartman si vanta con Butters , che apparentemente era assente dalla classe, dello scherzo, che Butters pensa sia fantastico.
Nel frattempo, Herbert Garrison torna felicemente a South Park dopo aver perso le elezioni presidenziali. Nell'ufficio del preside, dice al Preside PC ea Strong Woman che vuole tornare a insegnare. Il Preside PC afferma che potrebbero esserci problemi di sicurezza dato che era l'ex presidente, ma Garrison presenta il suo agente dei servizi segreti, Mr. Service (che indossa la metà superiore di un abito e una brachetta blu). Il Preside PC dice a Garrison che lo terranno a mente come insegnante di riserva.
Di ritorno a Walgreens, le persone in attesa di una vaccinazione si lamentano con la guardia di sicurezza che in Israele tutti vengono vaccinati. Il giornalista Chris arriva con un rapporto in cui cerca di farsi vaccinare davanti alla telecamera, ma la guardia lo caccia via. Proprio in quel momento, un gruppo di anziani che hanno appena ricevuto il loro secondo colpo escono da Walgreens e si gongolano per come ora possono andare al bar.
Mentre Stan cammina lungo la strada, un'auto di anziani si ferma accanto a lui. Il nonno lo prende in giro perché deve ancora indossare la mascherina e osservare il distanziamento sociale, mentre gli anziani possono fare quello che vogliono perché sono stati vaccinati.
Stan va in classe e viene accolto dal nuovo supplente, il signor Garrison, assistito dal signor Service. La classe geme sgomenta. Mentre lasciano l'aula, Lola , Red e Scott Malkinson rimproverano i ragazzi per aver scacciato la signora Nelson. Kyle non vuole avere niente a che fare con lo scherzo, mentre Cartman vuole che siano tutti insieme a causa della loro amicizia. Stan, non sapendo cosa fare, se ne va. Kyle dice a Cartman, "a nessuno importa dei tuoi stupidi fratelli". Questo fa piangere Kenny.
A Walgreens, gli gnomi delle mutande cercano di farsi vaccinare ma non sono nella lista. Il dottor Alphonse Mephesto dice loro di mettersi in fila. Altri in coda includono Tuong Lu Kim , Jesus Christ , Kanye West e due Visitors . Il signor Mackey si presenta vestito da pompiere fingendosi "Tom il pompiere" ma viene scacciato.
Un'auto di anziani passa davanti a Food 4 Little , festeggiando la loro vaccinazione. All'interno del negozio, Garrison e Mr. Service acquistano materiale scolastico. Si ritrovano circondati da acquirenti che sono arrabbiati con lui per aver rovinato il paese durante la sua presidenza e si comportano come se niente fosse. Bob White si avvicina a Garrison con sua moglie e sua figlia e gli dice che i bianchi sono sempre stati dalla sua parte. Garrison vuole solo andare avanti con la sua vita da insegnante, ma Bob gli dice che ora è un membro di QAnon .e gli chiede come fermare le vaccinazioni che crede contengano microchip per il controllo mentale. Garrison gli dice con rabbia di "farsi una fottuta vita" e di "sfondare il buco del cazzo". Bob crede erroneamente che l'insulto di Garrison sia una sorta di segnale.
Nel suo ufficio, il signor Mackey urla di frustrazione per non essere stato in grado di farsi vaccinare. Viene interrotto da una coppia di anziani che fa un'acrobazia a "ciambella" in moto nel parcheggio della scuola, facendolo infuriare ulteriormente. I ragazzi, guidati da Kenny, entrano nel suo ufficio per un consiglio in merito alla loro tesa relazione. Il signor Mackey urla che non gli importa. Stan lo prega di riportare indietro la signora Nelson, ma il signor Mackey dice che l'unico modo in cui può accadere è che gli insegnanti mettano le mani sul vaccino. Chiede ai ragazzi di entrare in Walgreens, rubare i vaccini e portarli a scuola per gli insegnanti.
Alla White Residence , Bob White si rivolge agli altri membri di QAnon e dice loro di aver ricevuto un messaggio da Garrison, che chiamano "The Chosen One". Interpreta "soffia la merda dal tuo buco del cazzo" per indicare che QAnon deve trasmettere il proprio messaggio ai bambini.
I ragazzi si presentano a Walgreens con una donna anziana costretta su una sedia a rotelle . Sostengono di essere con Kommunity Kidz senza scopo di lucro che assiste gli anziani che hanno bisogno di aiuto per raggiungere i luoghi di vaccinazione. La guardia giurata li fa entrare. Una volta dentro, l'anziana donna le chiede il pagamento della copertura; è già stata vaccinata. Apparentemente si era dimenticata che l'avevano già pagata. Quando il farmacista si avvicina, i ragazzi litigano e si scopre che hanno un piano. Mentre l'anziana donna rivela che stanno mentendo, Stan prende a calci il farmacista, Kenny prende i vaccini ei ragazzi corrono fuori dal negozio, sotto gli occhi di tutti in fila.
Al Malkinson Residence , Clark Malkinson ha una discussione con sua moglie sul lasciare che il figlio frequenti la scuola pubblica, poiché pensa che Garrison sia un pessimo insegnante. Proprio mentre suggerisce di assumere un tutor privato, Richard Tweak si presenta e racconta loro di Tutornon , una nuovissima società di tutoraggio veloce e conveniente. Una pubblicità per le commedie di Tutornon; sono composti da membri di QAnon.
Mentre Scott dipinge nella sua stanza, suo padre porta il suo nuovo tutore . Una volta che Clark lascia la stanza, il tutor inizia a raccontare a Scott delle convinzioni di QAnon. Spaventato, Scott grida per suo padre.
Chris fa una notizia fuori Walgreens sui ragazzi che rubano i vaccini e continua a glorificarli. Il conduttore di notizie Tom cerca di convincerlo a smettere di parlare ma lui si scaglia contro di lui, molto frustrato per non essere in grado di farsi vaccinare lui stesso.
Alla scuola elementare di South Park, solo due studenti frequentano la classe del signor Garrison: Bebe e Jimmy . Garrison chiede a Bebe dove sia Wendy , e lei gli dice che i genitori di Wendy le hanno procurato un tutor privato perché lo odiano. Garrison è livido e se la prende con Mr. Service, urlando che andrà a fondo della questione.
La signora Nelson riceve una telefonata da Cartman. Le dice di tornare a scuola il giorno dopo; i ragazzi porteranno i vaccini. È arrabbiata e scettica dopo lo scherzo del periodo, ma Cartman la convince che fa sul serio. Kyle discute con Cartman per aver quasi rivelato che erano responsabili della battuta d'epoca, e si arrabbia con Stan per non aver detto nulla per sostenerlo. Kenny interviene per separarli. Vengono interrotti da un uomo che canta e trovano un folto gruppo di persone fuori casa , che chiedono a gran voce i vaccini . Kyle dice agli altri che devono scappare proprio mentre un uomo inizia a salire in casa.
Successivamente viene mostrato un montaggio, che inizia con un'insegna di Hollywood insanguinata. La narratrice donna spiega che una cabala satanica di Hollywood e delle élite politiche ha utilizzato servizi sessuali infantili per ottenere l'adrenocromo , una sostanza raccolta dai bambini per un beneficio euforico e che migliora la vita. Le élite hanno bisogno dell'adrenocromo per mantenere le loro posizioni di potere per controllare tutti e devono essere fermate. Viene quindi rivelato che il narratore è il tutor privato di Craigspiegandogli le convinzioni di QAnon. Proprio in quel momento, Garrison e Mr. Service irruppero nella stanza. Garrison è arrabbiato per il fatto che i tutor stiano rubando i suoi studenti a scuola, ma il tutor è entusiasta della sua presenza poiché è "Il Prescelto". Garrison ordina a Mr. Service di soffocarla mentre chiede di sapere chi ha avviato la società di tutoraggio privato. Poco prima di essere strangolata a morte, dice loro che sono i bianchi. Garrison e Mr. Service partono per affrontare i bianchi. Rimasto con il corpo, Craig si limita a sospirare, dicendo che il 2021 sarebbe stato proprio come il 2020.
I ragazzi si sono rifugiati nell'ormai deserta Raisins fino a quando non andranno a scuola il giorno successivo. Cartman riceve un'offerta di $ 2000 per una vaccinazione. Ha chiesto in giro per vedere quanto le persone sono disposte a pagare per un colpo, in modo che i soldi che guadagnano possano essere usati per andare in vacanza e salvare la loro amicizia. Kyle gli dice con rabbia che i vaccini sono per gli insegnanti e ciò di cui hanno bisogno è risolvere i danni dello scherzo del periodo. Stan sostiene che dovrebbero prendere i vaccini da soli, poiché i bambini sono gli ultimi a essere vaccinati. Kyle porta via i vaccini per tenerli al sicuro, quindi nessuno è tentato di fare qualcosa di diverso.
Mentre entra in una stanza per tenere i vaccini, riceve una telefonata da suo padre , che vuole il vaccino. Fa inciampare Kyle dicendo che salvando i vaccini per i suoi insegnanti, pensa che valga la pena salvare i suoi insegnanti più dei suoi stessi genitori, quando sua madre potrebbe morire di COVID-19.
I White stanno cenando quando Garrison e Mr. Service si presentano e li legano. Entrambe le parti hanno preoccupazioni diverse; Garrison è furioso che i tutor privati abbiano portato via i suoi studenti da scuola, mentre i White stanno cercando di fermare le vaccinazioni educando i giovani. Bob spiega che tutto viene manipolato dalle élite che hanno bisogno che le persone odino Garrison, e tagliano fuori chiunque cerchi di dire la verità. Proprio mentre Bob sta per rivelare la verità, la scena si interrompe in...
Uvetta, la mattina dopo. Kyle sostituisce alcuni dei vaccini COVID-19 con Cactus Cooler. Viene colto in flagrante da Stan. Kyle ammette di aver subito pressioni da suo padre; non vuole che sua madre muoia. Stan, preoccupato anche per i suoi genitori, è sconvolto dal fatto che Kyle gli abbia mentito. Proprio in quel momento, Kenny si presenta e fanno finta che vada tutto bene, solo perché è meglio per Kenny.
Mentre vanno a scuola con i vaccini, Cartman cerca ancora di convincere i suoi amici a vendere i vaccini a persone che li pagherebbero. Proprio in quel momento, vengono fermati da Scott Malkinson, che ora è un membro del braccio figlio di QAnon - Lil 'Qties . Gli altri membri del gruppo si mettono in posizione, superando in numero i ragazzi. Scott dice loro di sospendere i vaccini e di andarsene, ma Cartman gli dice che le sue convinzioni sono davvero stupide. Scott prende a pugni Stan e scoppia una rissa.
Chris consegna un servizio giornalistico in loco che copre la lotta. Quando l'ancora Tom dice che anche i Lil 'Qties stanno difendendo le loro convinzioni proprio come Kommunity Kidz, Chris si scaglia contro di lui e se ne va arrabbiato mentre i combattimenti continuano.
Una folla di cittadini accorre sul posto per mettere le mani sui vaccini. I ragazzi prendono i vaccini e scappano, inseguiti dai Lil' Qties.
Alla White Residence, Bob mostra a Garrison e Mr. Service il nascondiglio di Q nel suo seminterrato. Spiega che ha cercato di mettere in guardia tutti sulle vaccinazioni e poi Q ha pubblicato un nuovo post affermando che la data più importante sarebbe stata il 4 marzo 2021. Bob interpreta questo nel senso che i microchip nanotecnologici vengono inseriti nei vaccini. Chiunque venga vaccinato verrà monitorato e manipolato per il resto della sua vita. Garrison dice di aver ricevuto un'e-mail che informa che tutti gli insegnanti della scuola stanno per essere vaccinati; questo significa che saranno controllati dalle élite. Bob e Garrison si preparano ad andare a scuola per interrompere le vaccinazioni. Mentre estraggono le pistole, solo perché le pistole vengano vaporizzate dai laser. Bob dice che le élite che sono su di loro. Disarmati, si dirigono verso la scuola. I loro dintorni si sono trasformati in un desolato paesaggio innevato dalle élite.
Nell'ufficio del preside, gli insegnanti aspettano con ansia il vaccino. La signora Nelson pensa che i ragazzi abbiano fatto loro un altro scherzo e si scusa con i suoi colleghi per averli chiamati. Proprio in quel momento, riceve una telefonata da Cartman. I ragazzi ora sono a un ponte. Cartman chiede agli insegnanti di incontrarli altrove per i vaccini poiché non sono riusciti ad arrivare a scuola. La signora Nelson non gli crede, quindi promette di andare a scuola. Kyle sostiene che è impossibile per loro entrare a scuola e Stan rivela che Kyle aveva precedentemente cercato di prendere i vaccini per se stesso. Stan dice la dura verità: non si fidano né si piacciono e non possono continuare a fingere. Decidono di fare il discorso che non avrebbero mai voluto fare. Cartman distrae Kenny facendogli guardare Madagascar 3 sul suo iPad con le sue cuffie Troll.
Con Kenny fuori dai piedi, Stan, Cartman e Kyle concordano sul fatto che non si può tornare indietro e non possono forzare le cose per il bene di Kenny. Hanno ancora un sacco di vaccini, Cartman dice che ha un piano.
Il conduttore Tom fa un servizio giornalistico su tutte le persone che si sono presentate alla scuola elementare di South Park per farsi una foto. I membri di QAnon e Lil' Qties sono tra loro, cercando di fermare le vaccinazioni. Mentre Tom inizia a lodare i Lil 'Qties, Chris inizia un'altra discussione con lui.
Bob White, Garrison e Mr. Service camminano nel freddo gelido, cercando di raggiungere la scuola. Le palle di Mr. Service si gelano perché non ha i pantaloni. Bob dice loro di non arrendersi; le élite non bevono solo adrenocromo, gestiscono lo spettacolo e controllano tutto. Proprio mentre lo dice, sullo schermo appare il cursore del mouse di un computer e inizia a regolare parti del suo corpo, come la testa e le braccia. Le élite lo prendono in giro per cercare di screditarlo. Il cursore trasforma il corpo di Bob in una donna obesa con enormi seni, e poi in un pene e molte altre forme. Garrison supplica le élite, dicendo che non gli importa quello che fanno e vuole solo indietro la sua vecchia vita. Mentre Bob si lancia verso di lui, lo schermo viene ruotato di 90 gradi dove l'ambiente ei personaggi appaiono come aerei. Garrison si confonde, lo schermo ruota di nuovo per affrontarlo. Quindi chiede alle élite di fare un accordo con lui. Mr. Service viene ridotto dal cursore. Garrison guarda a terra dov'era, per vedereSignor Cappello .
Cartman spiega il suo piano a Stan e Kyle con uno schema della scuola e delle persone che la circondano. Spiega che non sono più fratelli, ma vogliono fare ciò che è meglio per Kenny. Cartman passa attraverso alcuni piani su come possono dividere il loro tempo con Kenny, quindi trascorre giorni diversi con ognuno di loro. Sono d'accordo sul piano 2-2-3. Stan dice che il piano è così ridicolo che potrebbe funzionare.
Fuori dalla scuola, Chris fornisce notizie devastanti che i Kommunity Kidz si stanno sciogliendo. Si scaglia di nuovo contro Tom, incolpandolo per la tensione della pandemia. Proprio in quel momento, vede Kyle avvicinarsi alla scuola con i vaccini. La folla si prepara per i vaccini mentre Lil' Qties si prepara a fermarlo. Stan e Cartman dicono a Kyle che si farà uccidere e che non è più il loro combattimento. Kyle dice che avevano deciso di farlo e non ha ancora lasciato che la loro amicizia andasse in pezzi. Cartman e Stan sono convinti e si uniscono a lui per prepararsi a caricare tra la folla. Proprio in quel momento, Garrison si presenta con Bob White che ora è un pene gigante con fiori. Garrison dice a tutti che può aiutare le cose.
Garrison tiene un discorso su come voleva solo che tutto tornasse alla normalità e pensava di poter magicamente essere di nuovo amico di tutti. Ma le relazioni sono molto fragili; in tempi di crisi quando abbiamo più bisogno l'uno dell'altro è quando possiamo allontanarci di più. Ha imparato una lezione importante da Bob White: assicurati di essere dalla parte delle persone con più potere. In quanto tale, ha elaborato un accordo con le élite.
I fuochi d'artificio vengono accesi all'arrivo di un aereo Air Israel, portando abbastanza vaccini per tutti. La folla trionfante si precipita sull'aereo. Iniziano tutti a vaccinarsi sul posto. Gerald Broflovski e Stephen Stotch ringraziano Garrison. Con il percorso libero, i ragazzi portano il vaccino a scuola.
Gli insegnanti escono, stupiti che i ragazzi ce l'abbiano fatta. La signora Nelson è l'ultima di loro, ed è commossa. Tuttavia, è troppo tardi: inizia a tossire violentemente, evidentemente infettata da COVID-19.
Il funerale della signora Nelson si tiene al cimitero; è morta per COVID-19. Padre Maxi pronuncia il suo elogio mentre i ragazzi e la gente del paese guardano sconsolati. Il signor Garrison sta assumendo definitivamente la sua posizione di insegnante, Scott Malkinson è scoppiato in lacrime alla notizia. Padre Maxi poi si congratula con tutti per aver superato la pandemia, dicendo che è ora di fottere le maschere e festeggiare come se fosse il 2021. I cittadini estasiati, compresi molti personaggi minori, iniziano a fare festa e ballare proprio lì nel cimitero. La gente balla anche per strada e nei locali notturni. Due uomini guardano Walgreens da una festa, affermando come sia diventato zoppo. Randy Marsh e Towelie vendono due tipi di erba della Tegridy Farms , la Pandemic Speciale Vaccination Special, da un negozio lungo la strada. Gli anziani tornano al Last Vista Life Care Center mentre i cittadini hanno ripreso tutti i posti divertenti.
Mentre gli adulti festeggiano, Stan, Cartman e Kyle raccontano a Kenny il loro nuovo piano su come dividere il suo tempo con ognuno di loro. Cartman annuncia di avere già dei nuovi fratelli : Clyde , Jimmy e un ragazzo ispanico , che lo invitano a Casa Bonita durante il fine settimana. Dopo aver realizzato che non può farcela a causa della presenza di Kenny, se ne va arrabbiato.
Garrison arriva felicemente in classe e fa fuori Mr. Hat. Ringrazia le élite dicendo: "È stato bello fare affari con voi, piccoli pedofili assassini di bambini".